# Rystad
Rystad est une localité du comté de Nordland, en Norvège.

## Géographie
Administrativement, Rystad fait partie de la kommune de Vågan.